# Wojciech Ponikiewski
Wojciech Tomasz Ponikiewski (ur. 9 marca 1963 w Rabacie) – polski dyplomata, w latach 2010–2015 ambasador RP we Włoszech. 

## Życiorys
W 1986 ukończył studia na kierunku handlu zagranicznego na Akademii Ekonomicznej w Poznaniu, a następnie studia podyplomowe w zakresie integracji europejskiej w Europejskim Centrum Uniwersyteckim w Nancy oraz w zakresie ekonomiki rozwoju na Katolickim Uniwersytecie w Louvain, gdzie otrzymał dyplom z wielkim wyróżnieniem.
Po przełomie demokratycznym rozpoczął pracę w MSZ. Od 1990 pracował jako III, a następnie II sekretarz w Stałym Przedstawicielstwie RP przy ONZ w Nowym Jorku. W latach 1995–1997 był ekspertem w sekretariacie ONZ w Nowym Jorku oraz w Programie Narodów Zjednoczonych ds. Ochrony Środowiska (UNEP) w Nairobi. Po powrocie do MSZ był radcą w Departamencie Systemu Narodów Zjednoczonych i głównym negocjatorem z ramienia MSZ Protokołu z Kioto. W latach 1998–2001 był dyrektorem Departamentu ds. Ekonomiczno-Społecznych ONZ w MSZ.
W latach 2001–2008 był radcą ministra/ ministrem pełnomocnym w ambasadzie RP w Rzymie (od lipca 2007 do stycznia 2008 pełnił obowiązki chargé d’affaires a.i.). Po powrocie do kraju został dyrektorem Departamentu Zagranicznej Polityki Ekonomicznej, a od grudnia 2009 dyrektorem Departamentu Ameryki. Od 30 listopada 2010 do 31 stycznia 2015 był ambasadorem RP we Włoszech z równoczesną akredytacją w San Marino i, do 30 listopada 2014, na Malcie. Po powrocie objął dyrekcję Departamentu Narodów Zjednoczonych i Praw Człowieka MSZ. Został odwołany z tego stanowiska w lutym 2016. Następnie pracował w Departamencie Współpracy Ekonomicznej MSZ, m.in. jako zastępca dyrektora i p.o. dyrektora. W listopadzie 2024 objął kierownictwo Ambasady RP w Atenach jako chargé d’affaires.
W czasie pełnienia funkcji Ambasadora we Włoszech doprowadził wraz ze Związkiem Polaków we Włoszech do powstania Muzeum Pamięci 2 Korpusu Polskiego na Monte Cassino. Jest członkiem Zarządu Fundacji. 
Jest synem Augustyna Ponikiewskiego i Anny z d. Ostrowskiej oraz wnukiem Stefana Ponikiewskiego.

## Publikacje
- Spacerownik historyczny – Rzym i jego czarna arystokracja (Agora, Warszawa 2009, ISBN 978-83-7552-710-0)